# Lotte Hotels & Resorts
Lotte Hotels & Resorts é uma companhia hoteleira sul coreana subsidiaria do Lotte Group.

## História
Foi estabelecida em 1973, em Seul, atualmente possui 25 hotéis.